# Copa das Confederações FIFA
Copa das Confederações FIFA (português brasileiro) ou Taça das Confederações da FIFA (português europeu) (em inglês: FIFA Confederations Cup), foi um torneio de futebol organizado pela Federação Internacional de Futebol (FIFA) entre seleções a cada quatro anos (antes de 2005 era disputado a cada dois anos). Os participantes consistiam nos seis campeões continentais, vencedores do Campeonato Africano das Nações, a Copa da Ásia, o Campeonato Europeu de Futebol, a Copa das Nações da OFC, bem como vencedores da Copa América e Copa Ouro, que são respectivamente as competições continentais da Confederação Sul-Americana de Futebol (CONMEBOL) e a Confederação das Associações de Futebol da América do Norte, Central e Caribe (CONCACAF), acrescidos do país-sede e o atual campeão mundial, perfazendo um total de oito países.
As duas primeiras edições foram disputadas na Arábia Saudita, a competição era conhecida como Copa Rei Fahd. Na terceira edição, também na Arábia Saudita, a FIFA assumiu o comando da organização da competição. Seu status foi incrementado, o número de países participantes aumentaram para oito e o nome mudado para a versão atual. Em 2001, o torneio foi sediado pela Coreia do Sul e Japão como uma prévia para a Copa do Mundo FIFA de 2002. A partir de 2005, este precedente foi repetido antes de todas as edições da Copas do Mundo (Alemanha em 2005, África do Sul em 2009, Brasil em 2013 e Rússia em 2017), servindo para testar a preparação do país-anfitrião e proporcionar uma competição à sua seleção nacional, uma vez que não disputa os torneios de qualificação.
O Brasil é o maior vencedor da competição, vencendo quatro das dez edições em 1997, 2005, 2009 e 2013. A França é a segunda com duas edições em 2001 e 2003, enquanto outras quatro seleções ganharam uma vez: Argentina em 1992, Dinamarca em 1995, México em 1999 e Alemanha em 2017. A CONMEBOL é a entidade continental com mais vitórias, com cinco conquistas, seguido da UEFA, com quatro conquistas e a Concacaf com uma conquista.
Em 15 de março de 2019, a FIFA anunciou uma nova competição de clubes, que contará com a inclusão de mais equipes e passará a ser disputada sempre um ano antes da Copa do Mundo, assim como era a Copa das Confederações, marcando o fim da competição intercontinental.

## História

### Antecedentes
A Copa Intercontinental de Seleções, ou Troféu Artemio Franchi, foi criada no modelo da Copa Intercontinental, uma competição de clubes existente desde 1960, entre os vencedores da América do Sul e da Europa. Este torneio é considerado por alguns como uma forma precursora não oficial da Copa das Confederações, embora a FIFA tenha reconhecido apenas os torneios de 1992 em diante como os "verdadeiros" vencedores da Copa das Confederações.
A Copa Intercontinental de Seleções de 1985 aconteceu no Parc des Princes, em Paris. Diante de 20 405 espectadores, enfrentaram-se as equipes da França e do Uruguai, respectivamente vencedores do Campeonato Europeu de Futebol de 1984 e da Copa América de 1983. O treinador francês Henri Michel armou sua equipe em um esquema de 4-4-2 com dois centroavantes, Dominique Rocheteau e José Touré, sem pontas nas laterais. Ambos os jogadores marcaram dois gols que permitiu a França vencer a partida por 2–0. Dominique Rocheteau lançado pelo meio-campista Michel Platini, marca perto do quinto minuto. José Touré, em seguida, marcou o segundo gol de voleio. O encontro é totalmente dominado pela França, cujo jogo "raramente foi tão fluido", segundo Alain Giresse. Quanto à equipe uruguaia, inclui o meia-atacante Enzo Francescoli do River Plate, da Argentina.
Uma segunda e última edição desta Copa Intercontinental de Seleções ocorreu, em 24 de Fevereiro de 1993, no Estádio José María Minella, em Mar del Plata, entre a Argentina e a Dinamarca. Cerca de 34 683 espectadores assistiram a partida terminando em um empate de 1–1 com um gol contra a favor dos dinamarqueses. Claudio Caniggia aos 30 minutos marcou para os argentinos. O jogo foi decidido nas penalidades. Diego Maradona marca o primeiro gol para os sul-americanos que finalmente vencem por 5–4 graças ao goleiro Sergio Goycochea, que defende dois pênaltis contra uma única defesa de Peter Schmeichel, da Dinamarca.

### A criação
A primeira edição da Copa das Confederações ocorreu, em 1992, em Riade, na Arábia Saudita, de 15 a 20 de outubro. O favorito era a Argentina, vice-campeão mundial dois anos antes. Se Maradona não estava presente, o treinador sul-americano Alfio Basile ainda leva uma "equipe de estrelas" com Batistuta, Redondo, Caniggia e Simeone. A Argentina levantou a taça após vencerem o país-sede na decisão, mesmo diante de uma torcida local bastante entusiasmada. Os outros dois participantes do torneio naquele ano foram Estados Unidos e Costa do Marfim.
Em 1995, volta a ser realizado na Arábia Saudita. O torneio é aumentado para seis equipes e recebe campeões continentais de todas as Confederações, com exceção da Oceania. O país anfitrião é o único não-campeão continental. O Japão e a Arábia Saudita são eliminados na primeira rodada. O México ocupa o terceiro lugar. A Dinamarca e Argentina, encontram-se na final. A equipe da Argentina é baseada em uma nova geração incorporada pelos jogadores Roberto Ayala, Ariel Ortega e Javier Zanetti, enquanto os dinamarqueses são liderados pelos irmãos Brian e Michael Laudrup. Nesta final, os jogadores do treinador dinamarquês Richard Møller Nielsen tomam rapidamente uma vantagem de 1–0 em uma cobrança de pênalti convertido por Michael Laudrup. Os europeus, em seguida, confirmam a sua "clara superioridade" no jogo ao vencer, por 2–0, na sequência de um gol no segundo tempo, marcado pelo dinamarquês Peter Rasmussen.

### A FIFA assume a organização

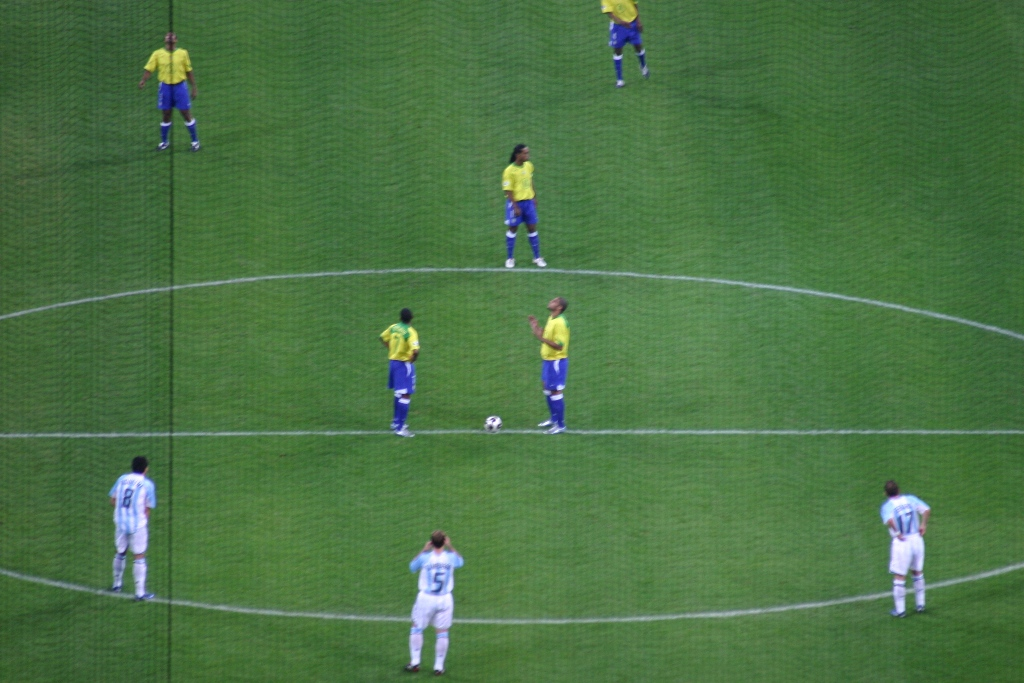
Pontapé inicial da partida entre Brasil e Argentina pela final da edição de 2005.

A partir de 1997, a FIFA, decidiu organizar o torneio, a fim de dar-lhe uma "base formal de longo prazo" para a competição poder "ganhar uma vaga no calendário internacional". O objetivo da FIFA era permitir que equipes de cada continente para pudessem competir em um torneio a nível mundial, embora não pertencessem à elite do futebol mundial. O torneio é então expandido para oito seleções. Além dos seis campeões continentais, o atual campeão mundial está agora automaticamente qualificado, bem como o país organizador. Para completar o quadro, se necessário, em caso de cancelamento ou uma seleção ganhar duas competições classificatórias (campeão do mundo e campeão continental ou campeão continental e o país anfitrião), ficaria a cargo da FIFA convocar outra seleção, através de um convite (geralmente a primeira escolha é o finalista de uma ou outra das competições continentais).
Em 1997, o Brasil carimbou com autoridade a sua conquista, que veio de forma impressionante. Um dos principais objetivos para a realização do torneio ficou evidente com a chegada da Austrália à final, diante dos então tetracampeões do mundo.
Em 1999, o México mereceu o título após ser um dos dois selecionados que terminaram a fase de grupos invictos. O fator local, é claro, pesou: em casa, o México não era vencido há 18 anos. O Brasil correspondeu às expectativas, levando ao torneio uma série de jovens jogadores fora de série. A competição também testemunhou um padrão de grandes goleiros raramente visto em um único torneio, com arqueiros do nível de Kasey Keller (Estados Unidos), Jorge Campos (México), Dida (Brasil) e Michael Utting (Nova Zelândia). Houve também algumas surpresas, como a Arábia Saudita, que se recuperou após sofrer 5 a 1 do México na estreia e chegou às semifinais depois de golear o Egito pelo mesmo placar, em um clássico do futebol árabe. Os Estados Unidos bateram a poderosa Alemanha e por pouco não chegaram à final, após perderem do México na prorrogação, com "gol de ouro" do artilheiro Cuauhtémoc Blanco. A Nova Zelândia foi para casa feliz por encarar Alemanha e Estados Unidos de igual para igual.
Na Coreia do Sul e Japão, em 2001, uma multidão de 65 mil pessoas viu a campeã do mundo França vencer os anfitriões japoneses na final por 1 a 0, ganhar o torneio e chegar à impressionante marca de três grandes títulos em um intervalo de apenas quatro anos. Mas os franceses tiveram de se segurar na defesa no segundo tempo, quando o Japão veio para cima em busca do empate.
Em 2003, a França, campeã europeia, sediou a Copa das Confederações FIFA. Três estádios que receberam jogos da Copa do Mundo de 1998 foram as sedes: Stade de France, Stade de Gerland e Stade Geoffroy-Guichard. O Brasil voltou para casa mais cedo, ao cair ainda na fase de grupos em uma chave difícil, contra Camarões, Turquia e Estados Unidos. Os anfitriões, recuperados do mau desempenho na Copa do Mundo FIFA de 2002, foram campeões na sua chave. A Turquia consolidou o crescimento como uma potência do futebol mundial e por pouco não chegou à final da competição. O torneio foi ofuscado pela trágica morte do camaronês Marc-Vivien Foé. Os companheiros dele acabariam perdendo por um triz a emocionante final diante da também abalada França.
Apesar da ausência do super craque e artilheiro Ronaldo, em 2005, o Brasil brilhou em uma grande final contra a rival Argentina, ganhando o título pela segunda vez na história. Adriano recebeu o merecido reconhecimento como um grande jogador, ganhando tanto a Bola de Ouro como a Chuteira de Ouro. Embora a derrota na decisão tenha sido dura para a Argentina, o desempenho e as qualidades demonstradas pelo craque Riquelme lhe renderam a Bola de Prata. A competição também demonstrou que a Alemanha estava bem preparada para sediar a Copa do Mundo FIFA de 2006 e apresentou ao mundo um novo plantel — especialmente os promissores Podolski e Schweinsteiger — que, comandado pelo técnico e ídolo Jürgen Klinsmann, conquistou o terceiro lugar em uma emocionante prorrogação contra o México.
Em 2009, pela primeira vez na história, a Copa das Confederações da FIFA ocorreu em solo africano. A África do Sul provou ser capaz de sediar a Copa do Mundo FIFA de 2010 e, de forma impressionante, apresentou algumas das cidades-sede para o Mundial: Joanesburgo, Rustemburgo, Mangaung/Bloemfontein e Tsuane/Pretória. O emocionante torneio na África do Sul terminou com uma ótima final reunindo Brasil e Estados Unidos em Joanesburgo. Com uma vitória por 3 a 2, os brasileiros conquistaram a taça pela terceira vez.
A edição de 2017 é marcada pela ausência do tetracampeão Brasil, primeira vez desde 1995, e pelo surgimento do vídeo de assistência à arbitragem (VAR). A Alemanha, campeã mundial, venceu na Rússia a Copa das Confederações com uma equipe renovada, derrotando o Chile em 1-0 e entrando pela primeira vez na lista de campeões da competição.
Em fevereiro de 2015, o secretário-geral da FIFA, Jérôme Valcke, anunciou que o Catar, país anfitrião da Copa do Mundo de 2022, não iria organizar a edição de 2021, evocando as condições climáticas no Golfo Pérsico no verão. Em 2017, a FIFA planeja eliminar permanentemente a competição e substituí-la por um novo formato da Copa do Mundo de Clubes. Esta decisão é formalizada pelo Conselho da FIFA, em 15 de março de 2019.

## Organização

### Equipes participantes
Oito seleções são elegíveis para participar da Copa das Confederações. Em primeiro lugar a seleção do país anfitrião que organiza a competição e a equipe campeã mundial. Os outros seis países convidados são os seis campeões continentais, respectivamente os vencedores dos torneios continentais organizados pelas seis Confederações internacionais de futebol. O vencedor da Copa Ouro representante da Confederação da América do Norte, Central e Caribe (CONCACAF). A Copa América designa a representante da Confederação Sul-Americana, a CONMEBOL. Os vencedores, respectivos, do Campeonato Europeu representa a Confederação Europeia (UEFA), do Campeonato Africano das Nações a Confederação Africana (CAF), a Copa da Ásia a Confederação Asiática (AFC) e a Copa das Nações a Confederação da Oceania (OFC).
| Entidade | Continente                         | Classificação                         |
| -------- | ---------------------------------- | ------------------------------------- |
| FIFA     | País anfitrião                     | Seleção do país sede                  |
| FIFA     | Mundo                              | Campeão da Copa do Mundo              |
| CAF      | África                             | Campeão da Copa das Nações Africanas  |
| CONCACAF | América do Norte, Central e Caribe | Campeão da Copa Ouro                  |
| CONMEBOL | América do Sul                     | Campeão da Copa América               |
| AFC      | Ásia                               | Campeão da Copa da Ásia               |
| UEFA     | Europa                             | Campeão da Eurocopa                   |
| OFC      | Oceania                            | Campeão da Copa das Nações da Oceania |

### País anfitrião

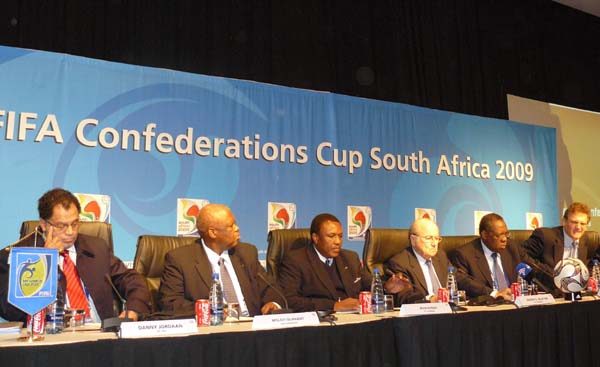
Comitê organizador para a edição de 2009, na África do Sul.

As duas primeiras edições do torneio foram na Arábia Saudita e são nomeados Copa Rei Fahd em honra ao Rei Fahd da Arábia Saudita, rei da Arábia Saudita de 1982 a 2005. Em 1997, o torneio é renomeada para Copa das Confederações FIFA e é realizado pela terceira vez na Arábia Saudita, no Estádio Internacional Rei Fahd. O torneio então muda regularmente: em 1999, o México, em 2001, a Coreia do Sul e o Japão, que organizam a Copa do Mundo de 2002 no ano seguinte, e em 2003, a França. A organização é confiada pela FIFA a um comitê organizador da nação anfitriã.
Desde a edição de 2005, a Copa das Confederações acontece a cada quatro anos, um ano antes da Copa do Mundo, no país que organiza no ano seguinte. Por exemplo, a Alemanha recebe a competição em 2005, a África do Sul em 2009, o Brasil em 2013 e a Rússia em 2017. No entanto, este não é o caso do Catar em 2021, já que a FIFA decidiu retirar a organização devido às altas temperaturas no verão. Este lugar especial no calendário internacional torna possível "testar infra-estruturas" da próxima Copa do Mundo em uma competição internacional e, em particular, para verificar o funcionamento dos estádios selecionados para o mundial. A Copa das Confederações é considerado um "aperitivo", a um ano da Copa do Mundo.

## Títulos

### Por seleções
| Seleção         | Títulos                     | Vice            | Terceiro        | Quarto          |
| --------------- | --------------------------- | --------------- | --------------- | --------------- |
| Brasil          | 4 (1997, 2005, 2009 e 2013) | 1 (1999)        | 0               | 1 (2001)        |
| França          | 2 (2001 e 2003)             | 0               | 0               | 0               |
| Argentina       | 1 (1992)                    | 2 (1995 e 2005) | 0               | 0               |
| México          | 1 (1999)                    | 0               | 1 (1995)        | 2 (2005 e 2017) |
| Alemanha        | 1 (2017)                    | 0               | 1 (2005)        | 0               |
| Dinamarca       | 1 (1995)                    | 0               | 0               | 0               |
| Estados Unidos  | 0                           | 1 (2009)        | 2 (1992 e 1999) | 0               |
| Austrália       | 0                           | 1 (1997)        | 1 (2001)        | 0               |
| Espanha         | 0                           | 1 (2013)        | 1 (2009)        | 0               |
| Arábia Saudita  | 0                           | 1 (1992)        | 0               | 1 (1999)        |
| Japão           | 0                           | 1 (2001)        | 0               | 0               |
| Camarões        | 0                           | 1 (2003)        | 0               | 0               |
| Chile           | 0                           | 1 (2017)        | 0               | 0               |
| Tchéquia        | 0                           | 0               | 1 (1997)        | 0               |
| Turquia         | 0                           | 0               | 1 (2003)        | 0               |
| Itália          | 0                           | 0               | 1 (2013)        | 0               |
| Portugal        | 0                           | 0               | 1 (2017)        | 0               |
| Uruguai         | 0                           | 0               | 0               | 2 (1997 e 2013) |
| Costa do Marfim | 0                           | 0               | 0               | 1 (1992)        |
| Nigéria         | 0                           | 0               | 0               | 1 (1995)        |
| Colômbia        | 0                           | 0               | 0               | 1 (2003)        |
| África do Sul   | 0                           | 0               | 0               | 1 (2009)        |

### Por Confederação
| Confederação | Títulos                           | Vices                       | Terceiro                                | Quarto                      |
| ------------ | --------------------------------- | --------------------------- | --------------------------------------- | --------------------------- |
| CONMEBOL     | 5 (1992, 1997, 2005, 2009 e 2013) | 4 (1995, 1999, 2005 e 2017) | 0                                       | 4 (1997, 2001, 2003 e 2013) |
| UEFA         | 4 (1995, 2001, 2003 e 2017)       | 1 (2013)                    | 6 (1997, 2003, 2005, 2009, 2013 e 2017) | 0                           |
| CONCACAF     | 1 (1999)                          | 1 (2009)                    | 3 (1992, 1995 e 1999)                   | 2 (2005 e 2017)             |
| AFC          | 0                                 | 2 (1992 e 2001)             | 0                                       | 1 (1999)                    |
| OFC          | 0                                 | 1 (1997)                    | 1 (2001)                                | 0                           |
| CAF          | 0                                 | 1 (2003)                    | 0                                       | 3 (1992, 1995 e 2009)       |

## Estatísticas e recordes

### Maiores goleadas
Estas são as maiores goleadas:
| Data       | Cidade         | Mandante               | Placar | Visitante      |
| ---------- | -------------- | ---------------------- | ------ | -------------- |
| 20/06/2013 | Rio de Janeiro | Espanha                | 10 – 0 | Taiti          |
| 23/06/2013 | Recife         | Uruguai                | 8 – 0  | Taiti          |
| 01/08/1999 | Guadalajara    | Brasil                 | 8 – 2  | Arábia Saudita |
| 21/12/1997 | Riade          | Brasil                 | 6 – 0  | Austrália      |
| 17/12/1997 | Riade          | Emirados Árabes Unidos | 1 – 6  | Tchéquia       |
| 17/06/2013 | Belo Horizonte | Taiti                  | 1 – 6  | Nigéria        |
| 14/12/1997 | Riade          | Arábia Saudita         | 0 – 5  | México         |
| 30/05/2001 | Daegu          | França                 | 5 – 0  | Coreia do Sul  |
| 22/06/2003 | Saint-Denis    | França                 | 5 – 0  | Nova Zelândia  |
| 14/06/2009 | Rustemburgo    | Nova Zelândia          | 0 – 5  | Espanha        |

### Classificação histórica
Abaixo, a pontuação histórica de todas as seleções que participaram da Copa das Confederações FIFA.
| Pos. | Seleção                | Pts | J  | V  | E | D  | GP | GC | SG  | Part. |
| ---- | ---------------------- | --- | -- | -- | - | -- | -- | -- | --- | ----- |
| 1    | Brasil                 | 74  | 33 | 23 | 5 | 5  | 76 | 28 | +48 | 7     |
| 2    | México                 | 39  | 27 | 11 | 6 | 10 | 44 | 43 | +1  | 7     |
| 3    | França                 | 27  | 10 | 9  | 0 | 1  | 24 | 5  | +19 | 2     |
| 4    | Alemanha               | 26  | 13 | 8  | 2 | 3  | 29 | 22 | +7  | 3     |
| 5    | Espanha                | 22  | 10 | 7  | 1 | 2  | 26 | 8  | +18 | 2     |
| 6    | Argentina              | 18  | 10 | 5  | 3 | 2  | 22 | 14 | +8  | 3     |
| 7    | Austrália              | 18  | 16 | 5  | 3 | 8  | 17 | 25 | –8  | 4     |
| 8    | Japão                  | 17  | 16 | 5  | 2 | 9  | 19 | 25 | –6  | 5     |
| 9    | Uruguai                | 16  | 10 | 5  | 1 | 4  | 22 | 13 | +9  | 2     |
| 10   | Camarões               | 14  | 11 | 4  | 2 | 5  | 7  | 11 | –4  | 3     |
| 11   | Estados Unidos         | 13  | 12 | 4  | 1 | 7  | 15 | 17 | –2  | 4     |
| 12   | Portugal               | 11  | 5  | 3  | 2 | 0  | 9  | 3  | +6  | 1     |
| 13   | Itália                 | 11  | 8  | 3  | 2 | 3  | 13 | 15 | –2  | 2     |
| 14   | Arábia Saudita         | 10  | 12 | 3  | 1 | 8  | 13 | 31 | –18 | 4     |
| 15   | Nigéria                | 8   | 6  | 2  | 2 | 2  | 11 | 7  | +4  | 2     |
| 16   | Dinamarca              | 7   | 3  | 2  | 1 | 0  | 5  | 1  | +4  | 1     |
| 17   | Chéquia                | 7   | 5  | 2  | 1 | 2  | 10 | 7  | +3  | 1     |
| 18   | Turquia                | 7   | 5  | 2  | 1 | 2  | 8  | 8  | 0   | 1     |
| 19   | Chile                  | 6   | 5  | 1  | 3 | 1  | 4  | 3  | +1  | 1     |
| 20   | Colômbia               | 6   | 5  | 2  | 0 | 3  | 5  | 5  | 0   | 1     |
| 21   | Coreia do Sul          | 6   | 3  | 2  | 0 | 1  | 3  | 6  | –3  | 1     |
| 22   | África do Sul          | 5   | 7  | 1  | 2 | 4  | 9  | 12 | –3  | 2     |
| 23   | Egito                  | 5   | 6  | 1  | 2 | 3  | 8  | 17 | –9  | 2     |
| 24   | Rússia                 | 3   | 3  | 1  | 0 | 2  | 3  | 3  | 0   | 1     |
| 25   | Tunísia                | 3   | 3  | 1  | 0 | 2  | 3  | 5  | –2  | 1     |
| 26   | Emirados Árabes Unidos | 3   | 3  | 1  | 0 | 2  | 2  | 8  | –6  | 1     |
| 27   | Bolívia                | 2   | 3  | 0  | 2 | 1  | 2  | 3  | –1  | 1     |
| 28   | Iraque                 | 2   | 3  | 0  | 2 | 1  | 0  | 1  | –1  | 1     |
| 29   | Grécia                 | 1   | 3  | 0  | 1 | 2  | 0  | 4  | –4  | 1     |
| 30   | Canadá                 | 1   | 3  | 0  | 1 | 2  | 0  | 5  | –5  | 1     |
| 31   | Nova Zelândia          | 1   | 12 | 0  | 1 | 11 | 3  | 32 | –29 | 4     |
| 32   | Costa do Marfim        | 0   | 2  | 0  | 0 | 2  | 2  | 9  | –7  | 1     |
| 33   | Taiti                  | 0   | 3  | 0  | 0 | 3  | 1  | 24 | –23 | 1     |

### Treinadores campeões
| Ano  | Treinador               | Campeão   |
| ---- | ----------------------- | --------- |
| 1992 | Alfio Basile            | Argentina |
| 1995 | Richard Møller Nielsen  | Dinamarca |
| 1997 | Zagallo                 | Brasil    |
| 1999 | Manuel Lapuente         | México    |
| 2001 | Roger Lemerre           | França    |
| 2003 | Jacques Santini         | França    |
| 2005 | Carlos Alberto Parreira | Brasil    |
| 2009 | Dunga                   | Brasil    |
| 2013 | Luiz Felipe Scolari     | Brasil    |
| 2017 | Joachim Löw             | Alemanha  |

### Artilheiros
| Ano  | Jogador                               | Gols |
| ---- | ------------------------------------- | ---- |
| 1992 | Bruce Murray Gabriel Batistuta        | 2    |
| 1995 | Luis García                           | 3    |
| 1997 | Romário                               | 7    |
| 1999 | Ronaldinho                            | 6    |
| 2001 | Robert Pirès                          | 4    |
| 2003 | Thierry Henry                         | 4    |
| 2005 | Adriano                               | 5    |
| 2009 | Luís Fabiano                          | 5    |
| 2013 | Fred Fernando Torres                  | 5    |
| 2017 | Lars Stindl Leon Goretzka Timo Werner | 3    |

| Posição | Jogador           | Gols |
| ------- | ----------------- | ---- |
| 1º      | Cuauhtémoc Blanco | 9    |
| 1º      | Ronaldinho        | 9    |
| 3º      | Fernando Torres   | 8    |
| 4º      | Adriano           | 7    |
| 4º      | Romário           | 7    |
| 6º      | Marzouk Al-Otaibi | 6    |
| 6º      | David Villa       | 6    |
| 8º      | Alex              | 5    |
| 8º      | John Aloisi       | 5    |
| 8º      | Luís Fabiano      | 5    |
| 8º      | Fred              | 5    |
| 8º      | Robert Pirès      | 5    |
| 8º      | Vladimír Šmicer   | 5    |

## Premiações individuais

### Bola de Ouro
A bola de ouro é um prêmio concedido, em cada edição, ao melhor jogador do campeonato.
| Edição | Bola de Ouro   | Bola de Prata       | Bola de Bronze    |
| ------ | -------------- | ------------------- | ----------------- |
| 1997   | Denílson       | Romário             | Vladimír Šmicer   |
| 1999   | Ronaldinho     | Cuauhtémoc Blanco   | Marzouk Al-Otaibi |
| 2001   | Robert Pirès   | Patrick Vieira      | Hidetoshi Nakata  |
| 2003   | Thierry Henry  | Tuncay Şanlı        | Shunsuke Nakamura |
| 2005   | Adriano        | Juan Román Riquelme | Ronaldinho        |
| 2009   | Kaká           | Luís Fabiano        | Clint Dempsey     |
| 2013   | Neymar         | Andrés Iniesta      | Paulinho          |
| 2017   | Julian Draxler | Alexis Sánchez      | Leon Goretzka     |

### Chuteira de Ouro
A Chuteira de Ouro é um prêmio concedido ao artilheiro da competição. Caso haja mais de um artilheiro, o primeiro critério de desempate são as assistências. Caso persista o empate, o prêmio é dado para o atleta que jogou menos tempo durante toda a competição.
| Edição | Chuteira de Ouro  | Gols |
| ------ | ----------------- | ---- |
| 1992   | Gabriel Batistuta | 2    |
| 1995   | Luis Garcia       | 3    |
| 1997   | Romário           | 7    |
| 1999   | Ronaldinho        | 6    |
| 2001   | Robert Pirès      | 2    |
| 2003   | Thierry Henry     | 4    |
| 2005   | Adriano           | 5    |
| 2009   | Luís Fabiano      | 5    |
| 2013   | Fernando Torres   | 5    |
| 2017   | Timo Werner       | 3    |

### Luva de ouro
A luva de ouro é um prêmio concedido, em cada edição desde 2005, ao melhor goleiro do campeonato.
| Edição | Luva de Ouro    |
| ------ | --------------- |
| 2005   | Oswaldo Sánchez |
| 2009   | Tim Howard      |
| 2013   | Júlio César     |
| 2017   | Claudio Bravo   |

### Fair Play
O Prêmio FIFA Fair Play é concedido para a equipe que pratica o melhor fair play durante o torneio, seguindo os critérios estabelecidos pelo Comitê FIFA Fair Play.
| Edição | Prêmio FIFA Fair Play  |
| ------ | ---------------------- |
| 1997   | África do Sul          |
| 1999   | Nova Zelândia e Brasil |
| 2001   | Japão                  |
| 2003   | Japão                  |
| 2005   | Grécia                 |
| 2009   | Brasil                 |
| 2013   | Espanha                |
| 2017   | Alemanha               |

## Público nos estádios

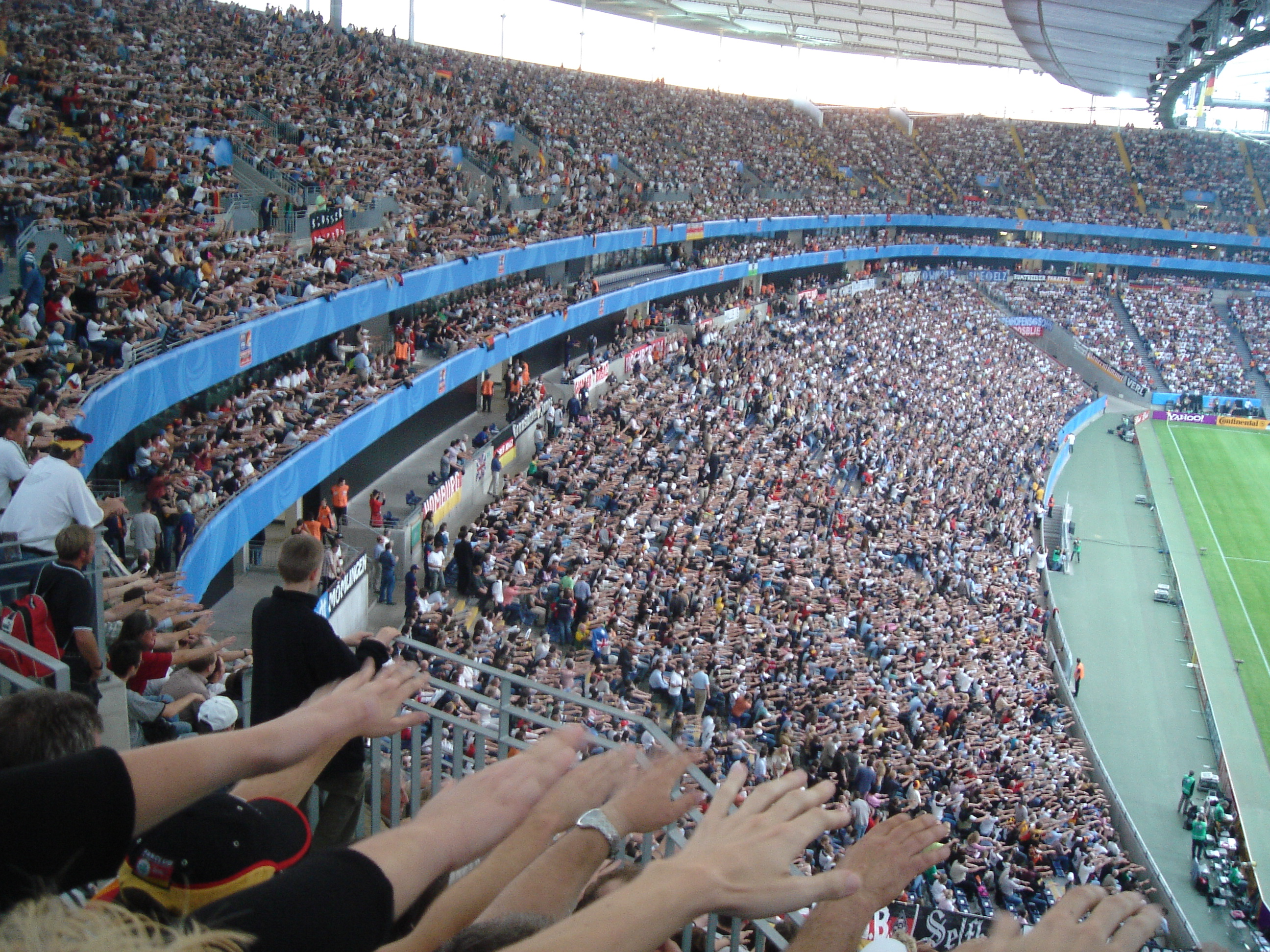
Vista das arquibancadas durante a competição de 2005.

A média de público está em 35 879 desde a primeira competição em 1992 até 2009.
Os quatro jogos da edição de 1992 foram assistidos por uma média de 42 375 espectadores. Os melhores públicos são nas partidas da seleção local, a Arábia Saudita. As semifinais do país anfitrião contra o Estados Unidos e na final contra a Argentina tiveram um público de, respectivamente, 70 000 e 75 000 pessoas no Estádio Internacional Rei Fahd.
A média cai para pouco mais de 20 000 espectadores nas duas edições seguintes de 1995 e 1997, também jogadas na Arábia Saudita. Isso ocorre porque o número de jogos disputados aumentou de quatro jogos em 1992 para oito em 1995 e dois anos mais tarde dezesseis jogos. Além das grandes multidões durante os jogos sauditas e durante a final, há cada vez mais multidões.
A organização da Copa das Confederações de 1999, no México, foi um grande sucesso popular: quase um milhão de pessoas assistem os dezesseis jogos do torneio, uma média de 60 625 por partida. A melhor torcida do torneio e o melhor público absoluto da competição foram durante o final entre México e Brasil que foi o vice-campeão mundial de 1998: 110 000 espectadores estavam presentes no estádio Azteca, no México. A média de público está a estabilizar em edições subsequentes entre 30 000 e 40 000 espectadores.
| Edição | Público total | Jogos | Média de público |
| ------ | ------------- | ----- | ---------------- |
| 1992   | 169 500       | 4     | 42 375           |
| 1995   | 165 000       | 8     | 20 625           |
| 1997   | 333 500       | 16    | 20 844           |
| 1999   | 970 000       | 16    | 60 625           |
| 2001   | 557 191       | 16    | 34 824           |
| 2003   | 491 700       | 16    | 30 731           |
| 2005   | 603 106       | 16    | 37 694           |
| 2009   | 584 894       | 16    | 36 556           |
| 2013   | 804 659       | 16    | 50 291           |
| 2017   | 628 304       | 16    | 39 269           |

## Troféu
O troféu da Copa das Confederações foi criado em 1995 por Fritz Jucker e Walter Schumacher. O tamanho do troféu é de 44,5 centímetros, para uma envergadura máxima de 17 centímetros e um peso de 7,5 kg. O diâmetro da base é de 17 centímetros.
A taça é obtida através do bronze derretido coberto com ouro. Em cima do troféu a um globo simbolizando o mundo e seus seis continentes. O nome da competição está gravado em duas faixas em espiral ao redor da coluna que leva o globo. O conjunto é montado em uma base de madeira hexagonal, com placas de ouro com o nome dos vencedores. Dois anéis de Lápis-lazúli são afixados na base e fazem a ligação entre ele e a coluna do troféu. Os logotipos das seis confederações internacionais de futebol estão afixados nos anéis.

## Oposição à competição
Desde o início da competição pela FIFA em 1997, os méritos da competição e a realização do torneio são questionados pelas ligas organizadoras dos maiores campeonatos europeus. Essas ligas, que representam os interesses dos clubes de futebol, organizam suas competições principalmente de agosto a maio e os clubes não estão dispostos a disponibilizar seus jogadores internacionais para as seleções nacionais. Após a impossibilidade das federações francesa, alemã e brasileira de enviarem seus melhores jogadores para a Copa das Confederações de 1999, a data do torneio é modificada. A partir de 2001, a competição acontece em 4 de junho, logo após o final dos grandes campeonatos europeus, para que os jogadores destes campeonatos possam participar da Copa das Confederações. No entanto, esta mudança na data do torneio também é criticado por ameaçar a recuperação dos jogadores sobre o período de descanso que é a paragem de Verão na Europa.[carece de fontes?]
Outra queixa sobre a competição é a falta de interesse devido ao nível das equipes. Diante desta crítica, a FIFA vê a Copa das Confederações como uma "pequena Copa do Mundo baseada na solidariedade", que deve permitir que os melhores times de cada continente disputem um torneio em nível mundial, mesmo que não pertençam a elite do futebol mundial. Isso significa dar oportunidade às equipes de "pequenas federações não-sul-americanas ou não-europeias que não têm a oportunidade de se classificar para a Copa do Mundo para competir em um nível muito alto".[carece de fontes?]